# Peucedanum mildbraedii
Peucedanum mildbraedii är en flockblommig växtart som beskrevs av H.Wolff. Peucedanum mildbraedii ingår i släktet siljor, och familjen flockblommiga växter. Inga underarter finns listade i Catalogue of Life.